# Inachos (Argolis)
Inachos (griechisch Ίναχος) ist ein Fluss in der griechischen Landschaft Argolis.
Der Inachos entspringt auf dem Berg Artemisio, fließt an der Stadt Argos vorbei, um bei Nea Kios in den Argolischen Golf zu münden. Der Fluss führt seit der Antike nur im Winter nach Regenfällen Wasser. Zahlreiche Mythen ranken sich um das Versiegen der Quellen. So wurde Inachos gefragt, welchem Gott, Hera oder Poseidon, sein Land gehören solle. Da er sich für Hera entschied, ließ Poseidon die Quelle des Flusses versiegen. Verschiedene Überlieferungen setzen das Versiegen der Quellen auch in die Zeit des Phoroneus oder des Gelanor.
Strabon berichtete, dass der Inachos auf dem Lyrkeus, dem Artemisio benachbarten Berg, entspringe, was jedoch falsch ist.